# Sharks
Sharks, en español Tiburones, es un equipo profesional de rugby con sede en la ciudad de Durban, en Sudáfrica, y que disputa el United Rugby Championship, un torneo que agrupa franquicias de Escocia, Gales, Irlanda, Italia y Sudáfrica.

## Historia

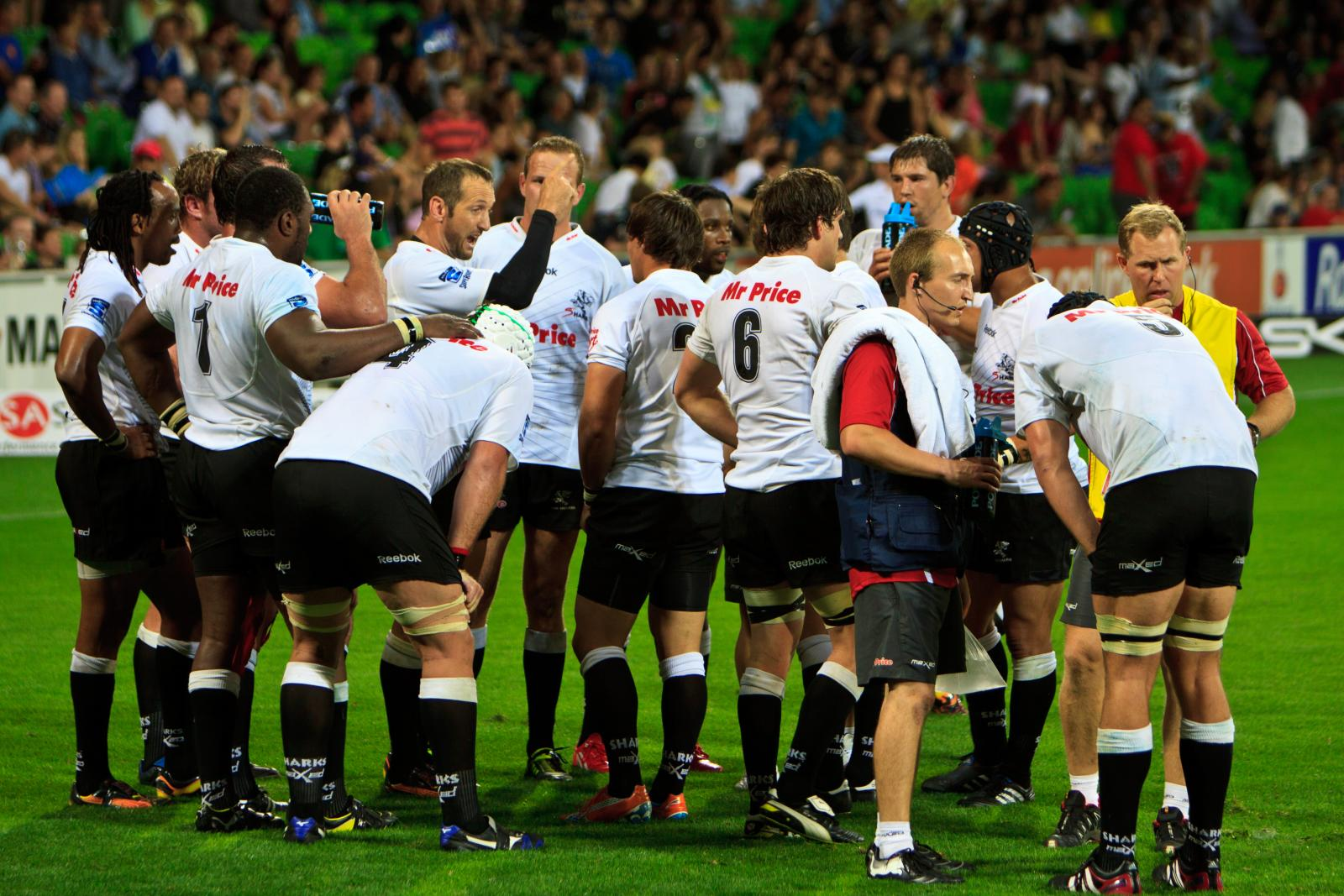
Los Sharks en el Super Rugby 2011.

El equipo representa a la provincia de KwaZulu-Natal, por lo que la mayoría de sus jugadores previenen de los Natal Sharks, el equipo provincial de la Currie Cup. Originalmente la franquicia abarcaba también la provincia del Cabo Oriental, pero en 2006 pasó a corresponder a los Southern Kings.
Los Sharks juegan de local en el Estadio Kings Park, apodado Shark Tank ("Tanque de Tiburones"), y utiliza vestimenta negra con vivos blancos.
En 2020, luego de la pandemia de COVID-19, los equipos sudafricanos decidieron abandonar el Super Rugby buscando unirse a un torneo de Europa, el torneo al que ingresaron fue el Pro14, un torneo que agrupa a clubes de Escocia, Italia, Irlanda y Gales, con la inclusión de los equipos sudafricanos, el torneo cambió su denominación a United Rugby Championship, uno de los factores importantes en la toma de la decisión fueron los largos viajes a Nueva Zelanda y Australia que impedía que los equipos disputaran sus encuentros en la zona horaria correspondiente a Sudáfrica, con la inclusión en el torneo los equipos de Sudáfrica podrán clasificar a la Copa de Campeones Europeos de Rugby.

### Entrenadores
- Ian McIntosh (1996–1999)
- Rudolf Straeuli (2000–2002)
- Kevin Putt (2003–2006)
- Dick Muir (2007–2008)
- John Plumtree (2009–2012)
- Brendan Venter (2013)
- Jake White (2014)
- Gary Gold (2015–2016)
- James du Preez (2017–)

## Jugadores destacados
Tendai Mtawarira (2007–2019) es el jugador que más partidos lleva jugados, con 159. Mientras que Patrick Lambie (2010–2017) es el máximo anotador con 666 puntos.
Jugaron en los Sharks: Mark Andrews (1996–2002), André Joubert (1996–1999), Gary Teichmann (1996–1999), John Smit (1999–2007), Butch James (2001–2007), Percy Montgomery (2005–2007), JP Pietersen (2006–2013), Bobby Skinstad (2007), François Steyn (2012–2016).
- Frédéric Michalak (2007–2012): apertura de Les Bleus entre 2001 y 2011.
- Juan Martín Hernández (2009–2010): jugador de los Pumas entre 2003 y 2018.

## Palmarés
- European Rugby Challenge Cup
  - Campeón (1): 2023–24

- United Rugby Championship
  - Shield Sudáfrica URC (1): 2024-25

- Super Rugby
  - Subcampeón (3): 2001, 2007 y 2012.
  - Conferencia Sudáfricana (1): 2014